# Nicoletta Ceccoli
Nicoletta Ceccoli (ur. 1973 w San Marino) – sanmaryńska malarka, graficzka i ilustratorka książek.
Ukończyła studia na wydziale animacji w Państwowym Instytucie Sztuki (Academia de Bellas Artes) we włoskim Urbino, od 1995 zajmuje się ilustrowaniem książek dla dzieci. Związana jest z wydawnictwami publikującymi w Stanach Zjednoczonych, Włoszech, Szwajcarii i Tajwanie. Jej ilustracje wielokrotnie zdobywały nagrody m.in. w 2001 otrzymała włoską nagrodę dla najlepszego ilustratora roku za ilustracje do bajek Hansa Christiana Andersena, w 2002 "Nagrodę Doskonałości" przyznało jej Communication Art (Stany Zjednoczone) za ilustracje do bajki "Pinokio". Kolejne "Nagrody Doskonałości" zdobyła w 2004, 2006, 2007, 2008 i 2011. W 2006 nowojorskie Towarzystwo Ilustratorów przyznało Nicolettcie Ceccoli srebrny medal. W 1995, 2000, 2001, 2003, 2004, 2005 i 2007 uczestniczyła w odbywających się w Bolonii wystawach ilustracji do książek dla dzieci. Wystawy indywidualne jej prac miały miejsce w Seattle (Stany Zjednoczone), Toronto (Kanada), Manchesterze (Wielka Brytania), Tokio (Japonia), Bratysławie (Słowacja). Poza ilustrowaniem książek Nicoletta Ceccoli zajmuje się również projektowaniem znaczków pocztowych, dotychczas były to trzy serie dotyczące praw dziecka, seria o Bożym Narodzeniu i o tematyce cyrkowej. W 2001 grafiki do serii o Bożym Narodzeniu zostały wyróżnione nagrodą "Golden Horse Bolaffi".